# Brauhausstraße 6 (Merseburg)

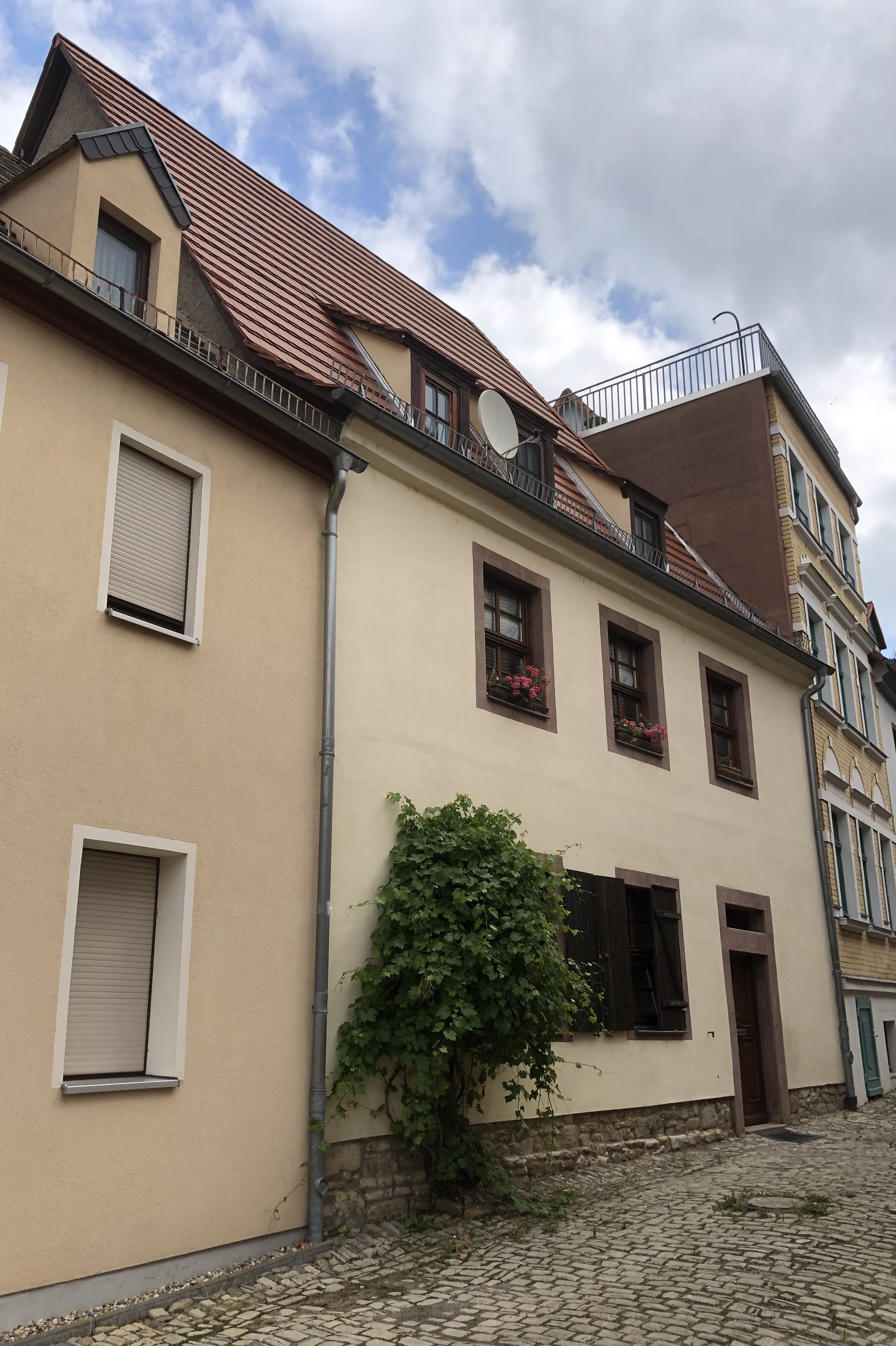
Brauhausstraße 6 im Jahr 2021

Das Gebäude Brauhausstraße 6 ist ein denkmalgeschütztes Wohnhaus in der Stadt Merseburg in Sachsen-Anhalt.

## Lage
Es befindet sich in der Merseburger Altstadt auf der Nordseite der Brauhausstraße. Unmittelbar westlich grenzt das gleichfalls denkmalgeschützte Haus Brauhausstraße 4, östlich das Anwesen Brauhausstraße 8 an.

## Architektur und Geschichte
Das kleine zweigeschossige barocke Wohnhaus entstand im Jahr 1737. Die Fassade ist symmetrisch gegliedert, die Öffnungen von Tür und Fenstern sind mit Gewänden aus Sandstein versehen.
Im örtlichen Denkmalverzeichnis ist das Wohnhaus unter der Erfassungsnummer 094 20117 als Baudenkmal verzeichnet.